# Rajd Wybrzeża Kości Słoniowej 1985
Rajd Wybrzeża Kości Słoniowej 1985 (17. Rallye Côte d'Ivoire) – 17 Rajd Wybrzeża Kości Słoniowej rozgrywany na Wybrzeżu Kości Słoniowej w dniach 30 października-3 listopada. Była to jedenasta runda Rajdowych Mistrzostw Świata w roku 1985. Rajd został rozegrany na nawierzchni szutrowej. Bazą rajdu było miasto Yamoussoukro.

## Wyniki końcowe rajdu[1]
| Msc. | Kierowca                  | Pilot             | Samochód                    | Czas  | Strata | Grupa | Punkty |
| ---- | ------------------------- | ----------------- | --------------------------- | ----- | ------ | ----- | ------ |
| 1    | Juha Kankkunen            | Fred Gallagher    | Toyota Celica Twincam Turbo | 4:46  | 0.0    | B12   | 20     |
| 2.   | Björn Waldegård           | Hans Thorszelius  | Toyota Celica Twincam Turbo | 4:46  | +0.0   | B12   | 15     |
| 3.   | Alain Ambrosino           | Daniel Le Saux    | Nissan 240RS                | 6:19  | +1:33  | B12   | 12     |
| 4.   | Mike Kirkland             | Rob Combes        | Nissan 240RS                | 8:36  | +3:50  | B12   | 10     |
| 5.   | Eugène Salim              | Clement Konan     | Mitsubishi Lancer Turbo     | 16:36 | +11:50 | B12   | 8      |
| 6.   | Alessandro Molino         | Christian Masséla | Subaru Leone RX Turbo       | 19:53 | +15:07 | A8    | 6      |
| 7.   | Gilles Petit de Granville | Denis Carrascosa  | Toyota Celica GT            | 22:34 | +17:48 | A7    | 4      |
| 8.   | Doïc Dieval               | Loïs Cournil      | Mitsubishi Lancer           | 25:24 | +20:38 | A7    | 3      |

## Klasyfikacja po 11 rundach
Tabele przedstawiają tylko pięć pierwszych miejsc.

### Kierowcy
| Lp. | Kierowca       | Pkt |
| --- | -------------- | --- |
| 1   | Timo Salonen   | 127 |
| 2   | Stig Blomqvist | 75  |
| 3   | Walter Röhrl   | 59  |
| 4   | Ari Vatanen    | 55  |
| 5   | Juha Kankkunen | 40  |

### Producenci
| Lp. | Producent | Pkt |
| --- | --------- | --- |
| 1   | Peugeot   | 142 |
| 2   | Audi      | 126 |
| 3   | Lancia    | 52  |
| 4   | Nissan    | 50  |
| 5   | Renault   | 38  |